# La Frette (Isère)
Frette – miejscowość i gmina we Francji, w regionie Owernia-Rodan-Alpy, w departamencie Isère.
Według danych na rok 1990 gminę zamieszkiwało 870 osób, a gęstość zaludnienia wynosiła 74 osób/km² (wśród 2880 gmin regionu Rodan-Alpy Frette plasuje się na 856. miejscu pod względem liczby ludności, natomiast pod względem powierzchni na miejscu 993.).